# George Edwin Patey
Sir George Edwin Patey (Plymouth, 24 febbraio 1859 – 5 febbraio 1935) è stato un ammiraglio inglese.

## Biografia
Patey nacque a Montpellier, nei pressi di Plymouth. Suo padre, George Edwin Patey, era un ufficiale della Royal Navy.
Patey entrò nella Royal Navy come cadetto il 15 gennaio 1872, dai 12 anni.

## Carriera
Patey servì come guardiamarina a bordo della HMS Shah come parte della flotta britannico nel Pacifico sotto l'ammiraglio de Horsey durante la Battaglia di Pacocha, un'azione in compagnia con la corvetta HMS Amethyst, il 29 maggio 1877, con la nave corazzata peruviana Huáscar che era stato presa dai ribelli si opponevano al governo peruviano e, si temeva, che l'avrebbero potuta utilizzata per attaccare la spedizione britannica. Fu promosso a sottotenente di vascello il 21 marzo 1878 e, durante il viaggio di ritorno sulla HMS Shah, venne mandato in Sudafrica per partecipare alla Guerra anglo-zulu.
Promosso a tenente il 10 agosto 1881, Patey venne trasferito sulla HMS Excellent (febbraio 1889-febbraio 1892). Assegnato ai servizi segreti della marina, è stato promosso a comandante il 31 dicembre 1894 ed è diventato vicedirettore del Naval Intelligence. Servì sulla HMS Barfleur, partecipò l'occupazione di Candia, il 15 febbraio 1897, e fece parte della Squadriglia Internazionale durante la rivolta greco-turco a Creta.
Dopo essere stato promosso a capitano il 1 gennaio 1900, continuò a servire come vice direttore del Naval Intelligence fino al 5 maggio 1901. In seguito ha continuato a comandare HMS Implacable (1905-1907). Il 22 marzo 1908 è diventato un aiutante di campo navale di Edoardo VII.
Il 2 gennaio 1909, è stato promosso a contrammiraglio ed è stato comandante del 2nd Battle Squadron fino al 1911. Nel 1913 divenne il primo Ammiraglio Comandante della flotta australiana.
Allo scoppio della prima guerra mondiale comandò la flotta australiana alla conquista della Samoa tedesche e della Nuova Guinea tedesca. Fu promosso a vice ammiraglio il 21 settembre 1914 e divenne Comandante in Capo del North America and West Indies Station nel 1915.